# 毛都站镇
毛都站镇，是中华人民共和国吉林省松原市宁江区下辖的一个乡镇级行政单位。

## 行政区划
毛都站镇下辖以下地区：
油田社区、奔布来村、三马架村、东兴村、牙木吐村、西伯村、额仁索赫村、六家子村、姜家村、复兴村、二龙村和刘家围子村。